# Капітолій штату Мен
Капітолій штату Мен (англ. Maine State House) збудований у місті Огаста — столиці штату Мен. У ньому проводить свої засідання легіслатура штату Мен, що складається з Палати представників і Сенату штату Мен. У капітолії також міститься офіс губернатора штату.

## Історія та архітектура

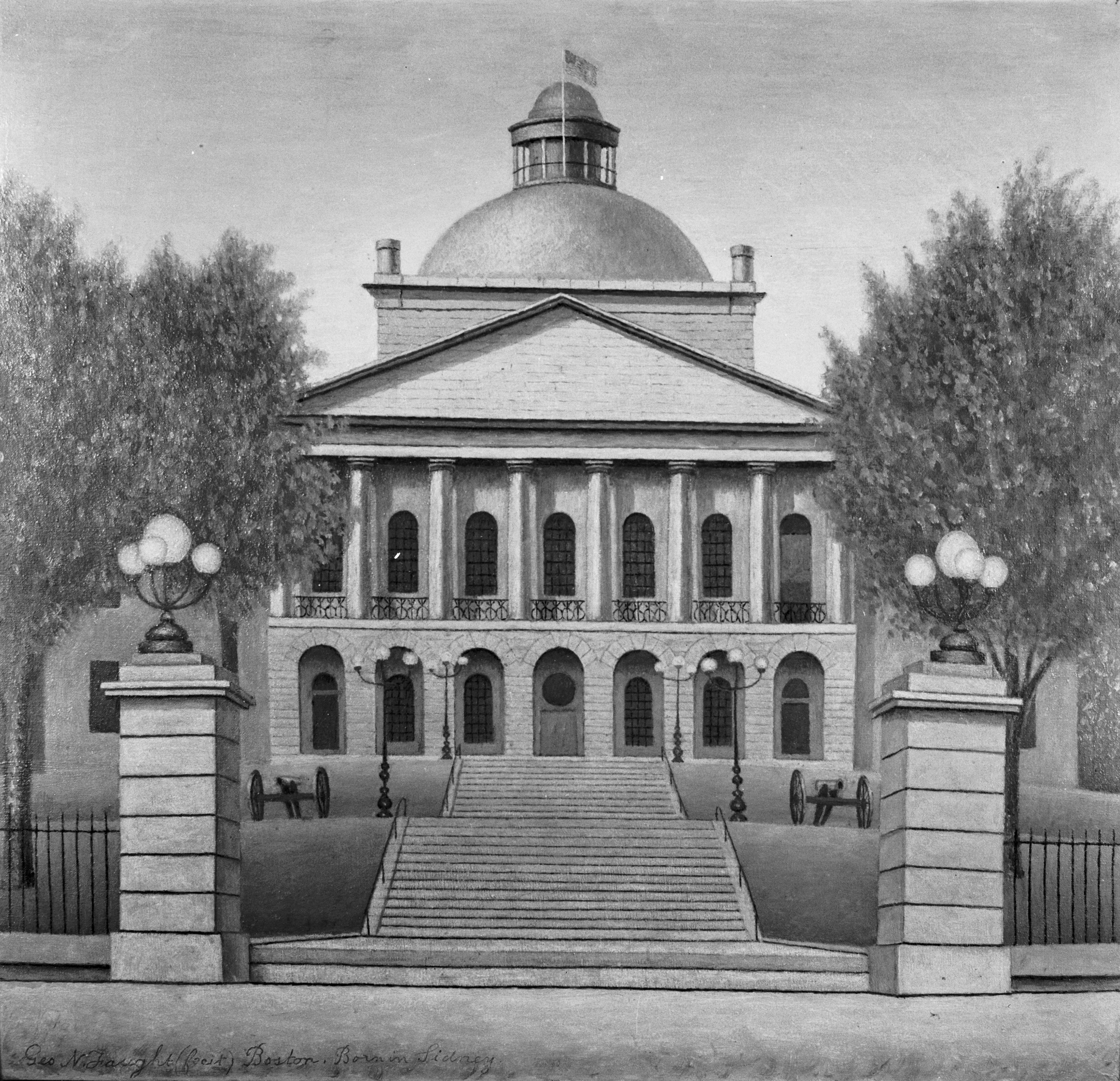
Оригінальний дизайн Капітолія штату Мен (малюнок середини XIX століття)

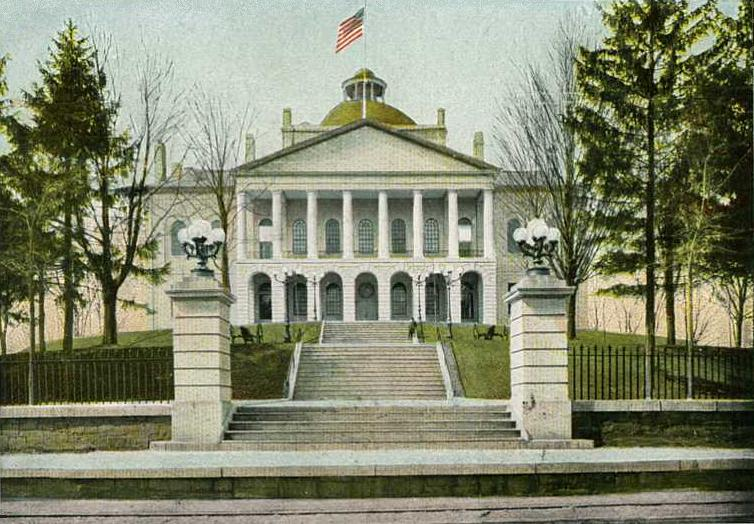
Капітолій штату Мен в 1905 році

Мен відокремився із складу Массачусетсу й став окремим штатом 15 березня 1820 року. Першою столицею штату Мен стало місто Портленд. Першим Капітолієм штату Мен була скромна двоповерхова будівля в Портленді, побудована у «федеральному стилі». Будівля використовувалася як Капітолій до 1832 року. Будівля Капітолія в Портленді не збереглась до наших днів — зруйнована під час великої пожежі 1866 року.
У 1827 році перенесено столицю штату Мен у місто Огаста. Незабаром вибрали місце для будівництва нового капітолія — на пагорбі Вестон (Weston Hill), що височить над берегом річки Кеннебек (Kennebec River). Проєктування будівлі Капітолія доручили відомому бостонському архітектору Чарльзу Балфінчу, авторові проєктів капітолія штату Массачусетс у Бостоні та капітолія США у Вашингтоні.
Наріжний камінь будівлі Капітолія урочисто заклали 4 липня 1829 року, а будівництво завершили в січні 1832 року. 4 січня 1832 року відбулося перше засідання легіслатури штату Мен у новій будівлі. Вартість будівництва капітолія становила 145 тисяч доларів.
Архітектор Чарльз Балфінч узяв за основу дизайн капітолія штату Массачусетс із використанням неогрецького стилю. Фасад будівлі включав у себе портик з вісьмома колонами, піднятий над рівнем землі. Для будівництва використовувався місцевий граніт із каменоломень Галловелла (Hallowell). Внутрішню частину капітолія перепланували в 1852 і 1860 роках.
У 1890—1891 роках ззаду до будівлі добудували велике триповерхове крило за проєктом бостонського архітектора Келвіна Споффарда (Calvin Spoffard). У частині цього крила розмістилася бібліотека штату Мен (State Library), а решта простору була зайнята офісами. Вартість будівництва цього крила становила 150 тисяч доларів.
Генеральну перебудову центральної частини будівлі здійснили в 1909—1910 роках. Довжину будівлі з півночі на південь збільшили вдвічі — з 45 метрів до 90 метрів, а присадкуватий купол оригінального дизайну Балфінча замінили на більш високий (45-метровий), на вершині якого встановили скульптуру жінки, що уособлює мудрість. Скульптура виготовлена з міді та покрита золотом; скульптор — Кларк Нобл (W. Clark Noble). У результаті висота будівлі Капітолія зросла до 56,4 м (185 футів), а разом зі скульптурою — до 60 м (197 футів). Перебудова здійснювалася за проєктом архітектора Генрі Десмонда (G. Henri Desmond) під керівництвом Чарльза Хічборна (Charles Hichborn). Довелося заново перебудовувати фактично всю стару частину будівлі — за винятком передньої стіни з портиком, ротонди та задньої стіни будівлі. Вартість цієї генеральної перебудови становила 350 тисяч доларів.
У 1973 році Капітолій штату Мен включили в Національний реєстр історичних місць США (під номером 73000266).

## Галерея

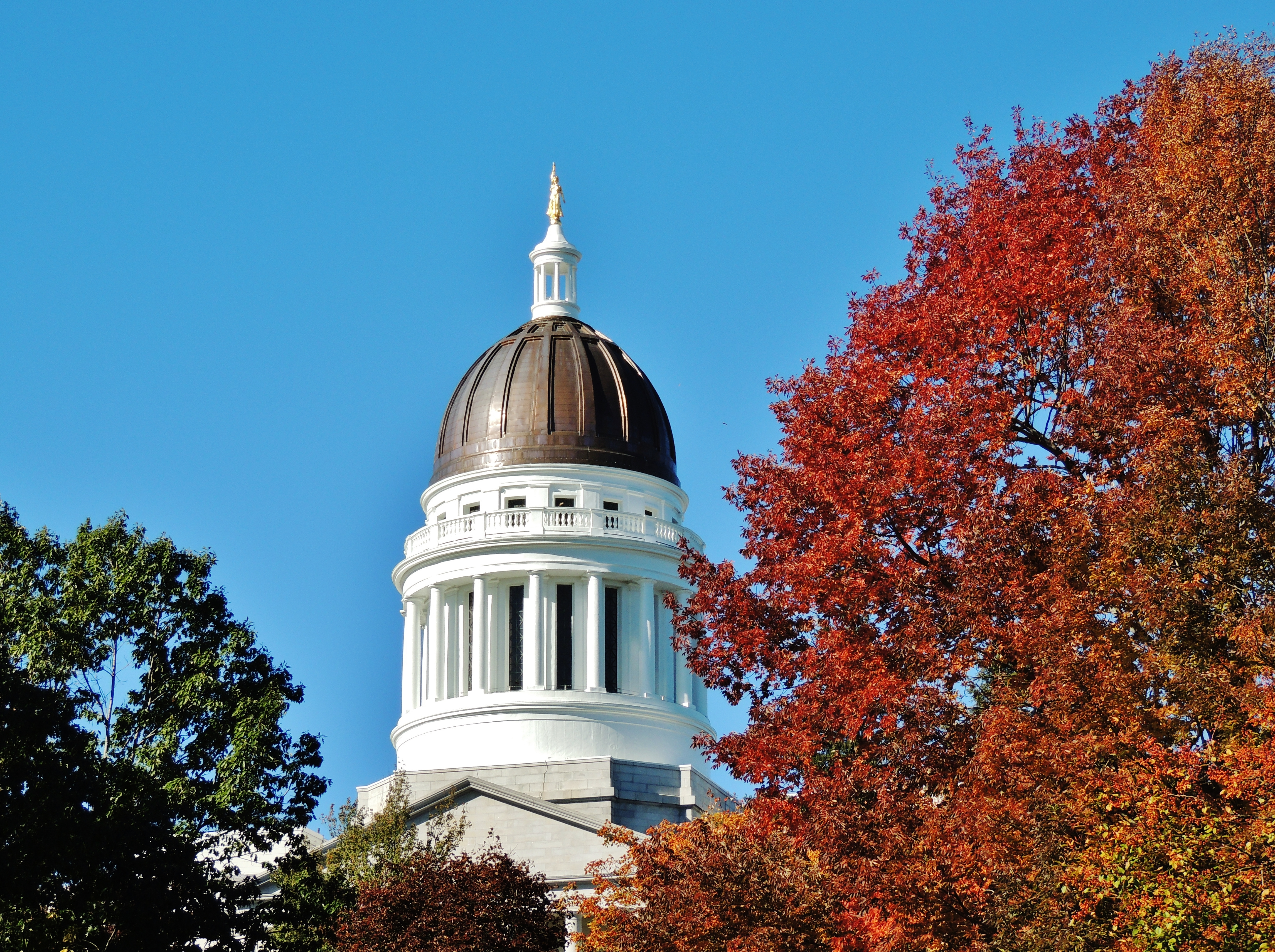
Купол капітолія зблизька
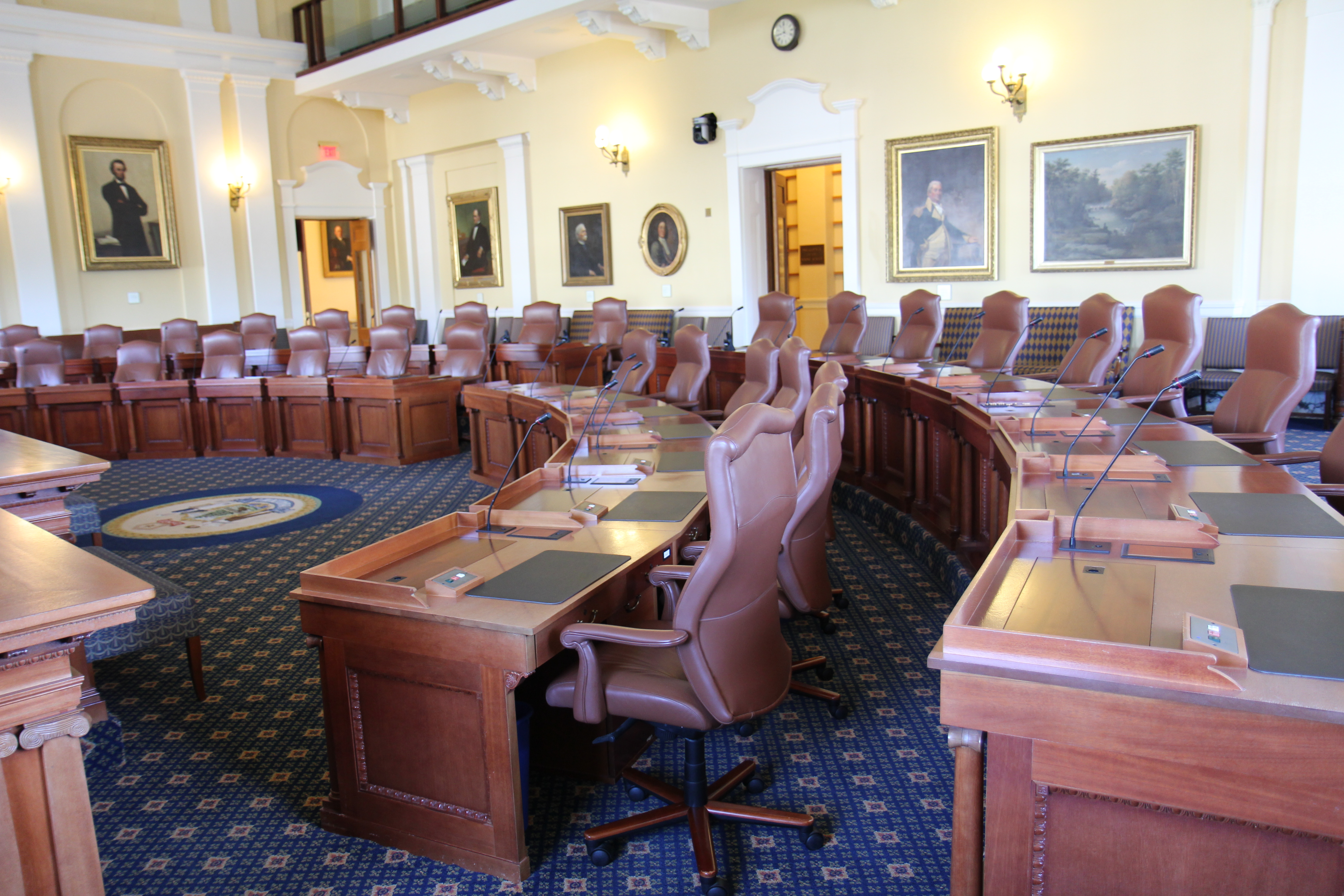
Зала засідань Сенату
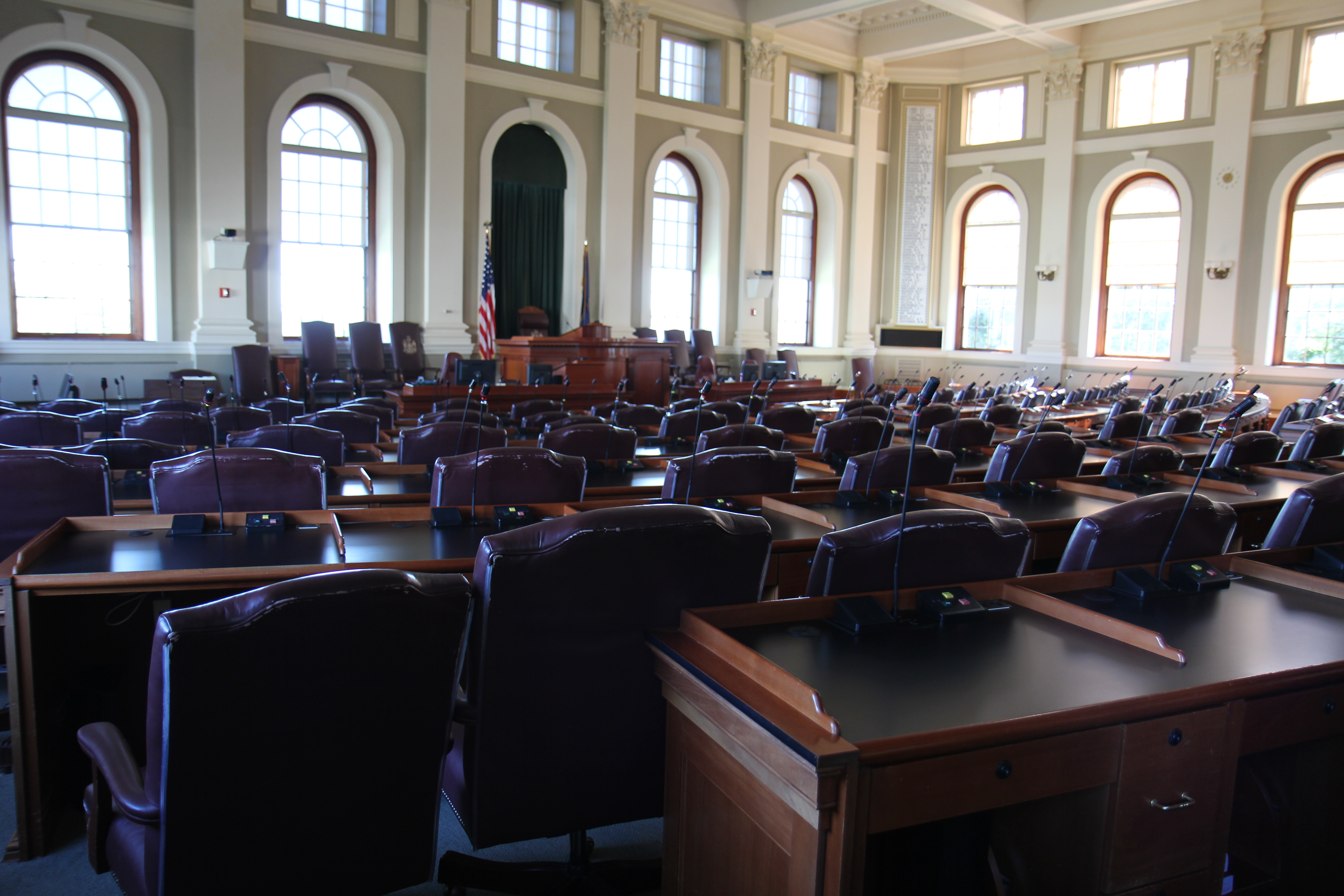
Зала засідань Палати представників